# Danglás
Danglás es un municipio perteneciente a  la provincia de El Abra en la Región Administrativa de La Cordillera (RAC) situada al norte de la  República de Filipinas y de la isla de Luzón, en su interior. 

## Geografía
Tiene una extensión superficial de 162,50 km² y según el censo del 2007, contaba con una población de 5 411 habitantes, 4 734 el 1 de mayo de 2010 formando 870 hogares.

### Ubicación
| Noroeste: Nueva Era | Norte: Nueva Era | Noreste: Nueva Era |
| Oeste: Nueva Era    |                  | Este: Lagayan      |
| Suroeste: Bangued   | Sur: La Paz      | Sureste: La Paz    |

## Barangayes
Danglás se divide administrativamente en 7 barangayes, 6 rurales y 1 urbano.
| Barangay   | Población (2007) | Población (2010) |
| ---------- | ---------------- | ---------------- |
| Abaquid    | 543              | 423              |
| Cabaruan   | 621              | 650              |
| Caupasan   | 1,523            | 1 398            |
| Danglás    | 462              | 479              |
| Nagaparan  | 808              | 819              |
| Padangitan | 658              | 502              |
| Pangal     | 796              | 483              |